# Mascota de los Juegos Olímpicos

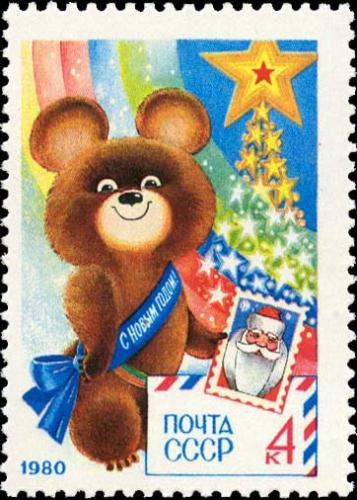
Sello postal de Misha, mascota de los Juegos Olímpicos de Moscú 1980.

Las mascotas de los Juegos Olímpicos o Mascotas Olímpicas son uno de los principales símbolos de cada uno de los eventos olímpicos. Las mascotas son, normalmente, animales o figuras antropomórficas representativas de la zona o región de realización de los Juegos o del evento en sí. En la actualidad, las mascotas son elementos de gran importancia para los diversos productos licenciados que se generan en torno a los Juegos.
Las mascotas empezaron a ser utilizados a partir de los Juegos Olímpicos de invierno de Grenoble 1968, y en los Juegos de Verano, desde Múnich 1972. Previamente, en los Juegos Olímpicos de México 1968 fue utilizada la imagen de un jaguar rosa para identificar el evento aunque su utilización fue bastante menor a la de una mascota tradicional.

## Mascotas de cada uno de los Juegos Olímpicos

### Verano
| Evento           | Nombre                         | Descripción |
| ---------------- | ------------------------------ | --- |
| México 1968      | Paloma de La Paz y Jaguar Maya | Paloma (Columbidea) muy representativa de la época, simbolizaba la paz entre las naciones del mundo.También se atribuye como mascota la figura de un trono-jaguar (Pantera onca) de color rojo y manchas de color verde-jade que tiene una cinta amarrada al cuello con un pin de los cinco anillos atados a ella. |
| Múnich 1972      | Waldi                          | Perro (canis lupus familiaris) de raza dachshund muy representativo de Baviera. Representaba la resistencia, tenacidad y agilidad de los atletas. |
| Montreal 1976    | Amik                           | Castor, uno de los animales símbolos del Canadá. Su nombre proviene de la lengua algonquina. |
| Moscú 1980       | Misha                          | Oso (ursidae) diseñado por el dibujante de libros infantiles Víctor Chizikov. Fue, sin duda, una de las mascotas más populares de la historia. |
| Los Ángeles 1984 | Sam                            | Águila calva (Haliaeetus leucocephalus), símbolo nacional de los Estados Unidos. Fue diseñado por Robert Moore y Disney Picsart. |
| Seúl 1988        | Hodori y Hosuni                | Dos tigres (Panthera tigris), animales comunes en las historias tradicionales y leyendas surcoreanas. |
| Barcelona 1992   | Cobi                           | Perro raza pastor catalán de estilo cubista. Diseñado por Javier Mariscal, ha sido una de las mascotas más populares. |
| Atlanta 1996     | Izzy                           | Fue una mezcla de diversas figuras. Su nombre original era Whatizit (del inglés What is it?, ¿Qué es esto?). Debido a su extraña figura, no fue popular y pasó rápidamente al olvido. |
| Sídney 2000      | Olly, Sid y Millie             | Para celebrar estos Juegos fueron creados tres animales: Olly, una cucaburra (dacelo), cuyo nombre provenía de Olimpíada; Sid un ornitorrinco (Ornithorhynchus anatinus) que provenía de la palabra Sídney y Millie, el equidna (Tachyglossidae), cuyo nombre representaba el nuevo milenio. También se creó una mascota no-oficial que se hizo bastante popular debido a un programa de televisión: Fatso, el wombat (Vombatidae).                                                      |
| Atenas 2004      | Athenà y Phèvos                | Dos niños inspirados en dos muñecos de la antigua Grecia. Sus nombres provenían de los dioses Atenea, protectora de la ciudad, y Febo, dios de las artes y el deporte. |
| Pekín 2008       | Fuwa                           | Beibei, un pez koi azul (Cyprinus carpio koi); Jingjing, un panda (Ailuropoda melanoleuca); Huanhuan, una antorcha roja; Yingying, un antílope tibetano; y Nini, una golondrina verde (Hirundo rustica). Sus nombres de dos sílabas repetidas hacen referencia a los apelativos cariñosos con los que se suele tratar a los niños en chino. Juntos conforman la frase Beijing huanying ni, que significa 'Pekín te da la bienvenida'. El grupo de las cinco mascotas se llaman Fuwa.     |
| Londres 2012     | Wenlock y Mandeville           | Para las olimpiadas y las paraolimpiadas respectivamente. Wenlock es un muñeco de metal con líneas naranjas y Mandeville es también de metal pero con líneas azules y fucsias. Caminan sobre un arcoíris, y según la historia que cuenta el filme "Out of a rainbow" (escrito por Michael Morpurgo) fueron creados por uno de los constructores del estadio olímpico que al jubilarse decide hacerles unos muñecos a sus nietos, la canción está interpretada por Carrie y Tom Fletcher. |
| Río 2016         | Vínicius y Tom                 | Un animal y un vegetal, para las olimpiadas y las paraolimpiadas respectivamente. Fueron revelados sus nombres el 15 de diciembre de 2014. Vincius es inspirado en Vinicius de Moraes y Tom en Tom Jobim, cantautores de bossa nova en los sesenta y setenta. |
| Tokio 2020       | Miratowa y Someity             | Figura robótica con patrones a cuadros azules del emblema oficial. Su nombre fue revelado el 22 de julio de 2018. |
| París 2024       | Phryge Olímpica                | Es un Gorro frigio que uso Marianne en la época de la revolución francesa. Fue revelado el 14 de noviembre de 2022. |

### Invierno
| Evento                       | Nombre                       | Descripción |
| ---------------------------- | ---------------------------- | --- |
| Grenoble 1968                | Schuss                       | Hombre esquiando |
| Innsbruck 1976               | Schneemann                   | Muñeco de nieve |
| Lake Placid 1980             | Roni                         | Mapache. Su diseño recuerda a un esquiador |
| Sarajevo 1984                | Vučko                        | Lobo. Probablemente la mascota de Juegos de Invierno más popular. |
| Calgary 1988                 | Howdy y Hidy                 | Osos polares (Ursus maritimus) de la bienvenida, para representar la hospitalidad canadiense. |
| Albertville 1992             | Magique                      | Duende estrella |
| Lillehammer 1994             | Haakon y Kristin             | Dos niños vestidos con trajes típicos noruegos. |
| Nagano 1998                  | Sukki, Nokki, Lekki y Tsukki | Cuatro crías de búhos. Sus nombres fueron elegidos a partir de 47.484 sugerencias. |
| Salt Lake City 2002          | Powder, Copper, Coal y Otto  | Fueron elegidas tres mascotas para representar el lema olímpico Citius, Altius, Fortius (Más rápido, más alto, más fuerte): Powder (polvo), el conejo de las nieves; Copper (cobre), el coyote; y Coal (acero), el oso pardo. |
| Turín 2006                   | Neve y Gliz                  | Fueron elegidos Neve y Gliz, (nieve y hielo, en italiano), dos hermanos. Neve es una bola de nieve humanizada, y Gliz es un cubo de hielo. |
| Vancouver 2010               | Miga, Quatachi y Sumi        | La mascotas fueron elegidas basadas en animales de la mitología aborigen canadiense: Miga un pequeño "oso marino", mitad orca y mitad oso Kermode, Quatchi (un sasquatch) y Sumi (un espíritu guardián, mezcla del thunderbird y un oso negro); esta última será la mascota de los Juegos Paralímpicos. Los acompaña Mukmuk, una marmota, pero que no es mascota oficialmente. |
| Sochi 2014                   | Leopard, Bely Mishka y Zaika | En estas olimpiadas, las mascotas son Leopard, un leopardo (Panthera pardus), Bely Mishka, un oso polar y Zaika, un conejo (Oryctolagus cuniculus) |
| Pyeongchang 2018             | Soohorang y Bandabi          | En estos juegos olímpicos, las mascotas son Shoorang y Bandabi. Soohrang es un tigre blanco y Bandabi es un oso. |
| Pekín 2022                   | Bing Dwen Dwen               | La mascota de los juegos es Bing Dwen Dwen un panda con un traje de hielo y tiene un gran corazón de oro. |
| Milán-Cortina d'Ampezzo 2026 | Tina                         | Tina, la principal mascota olímpica, simboliza el arte, la música y la fuerza transformadora de la belleza. |

### De la Juventud
| Evento            | Nombre      | Descripción                                                                    |
| ----------------- | ----------- | ------------------------------------------------------------------------------ |
| Singapur 2010     | Lyo y Merly | León (Panthera Leo) y merlión, una bestia mitológica de la cultura de Singapur |
| Nankín 2014       | Nanjinglele | Canto rodado o jilgarro (piedra redonda)                                       |
| Buenos Aires 2018 | Pandi       | Jaguar (Panthera onca)                                                         |

### De la Juventud de Invierno
| Evento           | Nombre   | Descripción                                                                        |
| ---------------- | -------- | ---------------------------------------------------------------------------------- |
| Innsbruck 2012   | Yoggl    | Cabra (Capra aegagrus hircus)                                                      |
| Lillehammer 2016 | Sjogg    | Lince nórdico (Lynx lynx)                                                          |
| Lausana 2020     | Yodli    | Híbrido de una cabra y un perro San Bernardo                                       |
| Gangwon 2024     | Moongcho | Una bola de nieve nacida de una pelea de bolas de nieve entre Soohorang y Bandabi. |